# Mykoła Byczok
Mykoła Byczok CSsR, ukr. Микола Бичок (ur. 13 lutego 1980 w Tarnopolu) – ukraiński duchowny greckokatolicki, redemptorysta, biskup eparchii śś. Piotra i Pawła w Melbourne od 2020, kardynał prezbiter od 2024.

## Życiorys
Święcenia kapłańskie otrzymał 3 maja 2005 w zgromadzeniu redemptorystów. Był m.in. misjonarzem w Rosji, przełożonym klasztoru w Iwano-Frankiwsku, ekonomem lwowskiej prowincji zakonnej oraz wikariuszem parafii w Newark.
Został wybrany biskupem eparchialnym eparchii św. Piotra i Pawła w Melbourne. 15 stycznia 2020 papież Franciszek zatwierdził ten wybór. 7 czerwca 2020 przyjął chirotonię biskupią z rąk arcybiskupa większego Światosława Szewczuka.
6 października 2024 podczas modlitwy Anioł Pański papież Franciszek ogłosił jego nominację kardynalską. Na konsystorzu 7 grudnia 2024 został kreowany kardynałem prezbiterem kościoła św. Zofii na Via Boccea, otrzymując związku ze zwyczajem greckokatolickim ciemnoczerwoną kapę. Był najmłodszym uczestnikiem konklawe 2025, które wybrało papieża Leona XIV.